# Witold Robowski

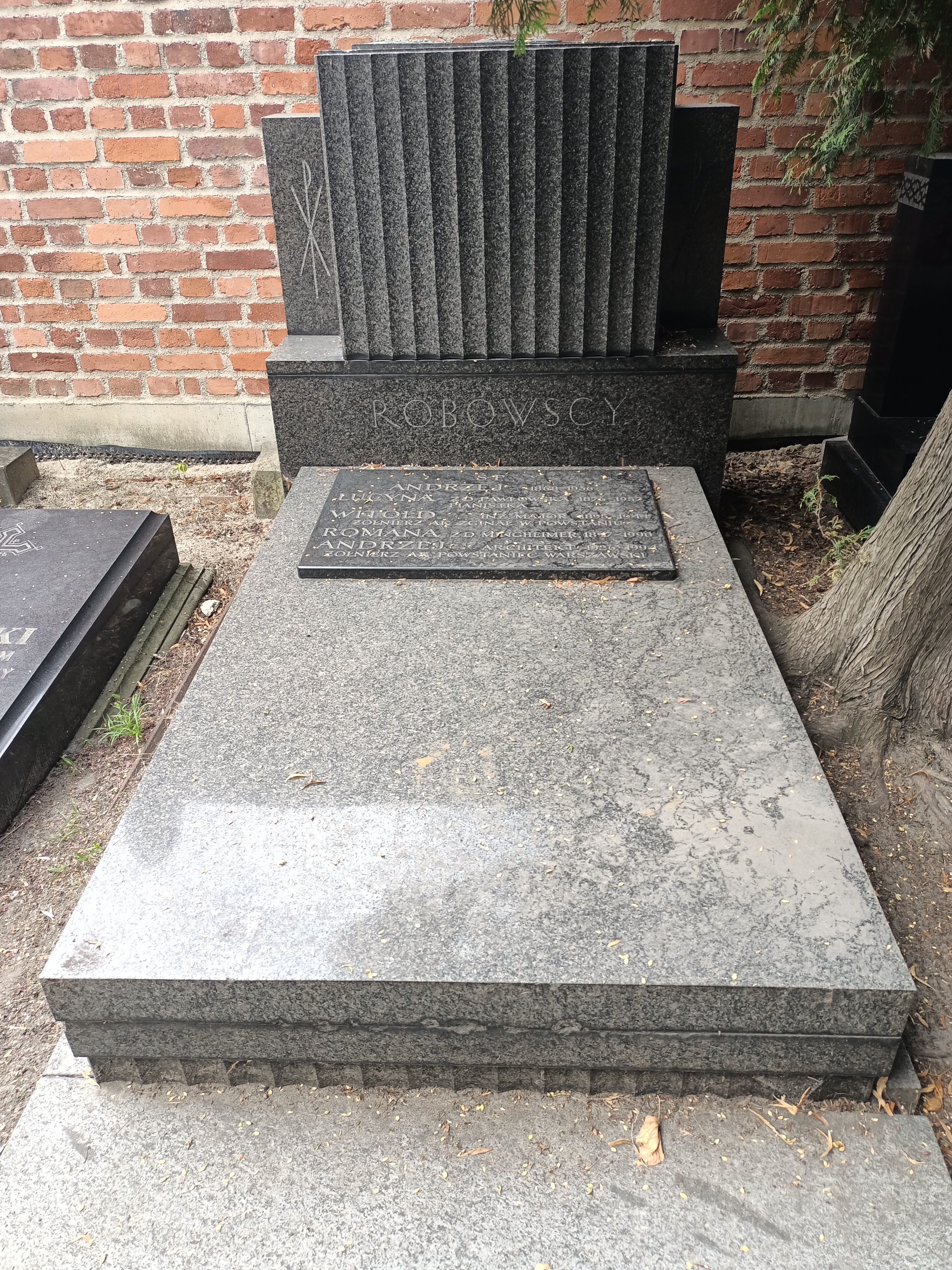
Grób Witolda Robowskiego na Cmentarzu Powązkowskim

Witold Klemens Robowski, ps. „Witold” (ur. 3 marca 1895 we Wtórku, gm. Wilczyn, zm. 1944 w Warszawie) – powstaniec warszawski, major.

## Pochodzenie i młodość
Witold Robowski przyszedł na świat 3 marca 1895 roku w posiadłości dworskiej w wielkopolskiej wsi Wtórek (gm. Wilczyn), jako syn Andrzeja i Lucyny Robowskich. 13 września 1923 r. ożenił się z Romaną Münchheimer. Z ich małżeństwa przyszedł na świat syn Andrzej urodzony w 1926 roku. Już w latach 20. ubiegłego wieku przejął majątek po ojcu, który w 1926 roku liczył 356 ha. Centrum majątku stanowił dwór w kształcie litery „L” wraz z parkiem dworskim z I. poł. XIX wieku, zlokalizowane przy drodze Wilczyn-Skulsk.

## II wojna światowa
W czasie II wojny światowej Witold wstąpił w szeregi Armii Krajowej. Podczas wojskowej służby awansował na stopień majora służby stałej artylerii. Należał do oddziału Komendy Głównej Armii Krajowej, w sztabie „Baszta”. Wziął udział w Powstaniu Warszawskim, gdzie walczył na szlaku bojowym – Mokotów. Został zabity przez Niemców w 1944 r. w Warszawie.
Został pochowany na Cmentarzu Powązkowskim w Warszawie: kwatera PPRK, rząd: 1, miejsce: 7.